# University of Louisville Women's Volleyball 2021
Questa voce raccoglie le informazioni riguardanti la University of Louisville Women's Volleyball nella stagione 2021.

## Stagione
La University of Louisville partecipa per l'ottava volta alla Atlantic Coast Conference, vincendo il titolo di conference.
Partecipa al torneo NCAA Division I come testa di serie numero 1, ospitando sia la fase sub-regionale che la fase regionale: elimina una dopo l'altra la Illinois Chicago, la Ball State, la Florida e la Georgia Tech. Si qualifica quindi per la prima volta a una Final-4, ma viene sconfitta già alle semifinali, dopo una battaglia di cinque set, dalla Wisconsin, futura vincitrice del torneo.

## Organigramma societario
Area direttiva
- Presidente: Vince Tyra

Area organizzativa
- Direttore delle operazioni: Sarah Drury
- Direttore informazione sportiva associato: Nancy Worley

Area tecnica
- Allenatore: Danielle Busboom
- Allenatore associato: Daniel Meske
- Assistente allenatore: Todd Chamberlain
- Assistente allenatore volontario: Linda Hampton-Keith
- Preparatore atletico: Kelsey Penebaker

## Rosa
| N° | Nome              | Ruolo | Data di nascita   | Nazionalità sportiva | Anno             |
| -- | ----------------- | ----- | ----------------- | -------------------- | ---------------- |
| 1  | Ceci Rush         | L     | 28 gennaio 2002   | Stati Uniti          | Sophomore        |
| 2  | Ayden Bartlett    | L     | 23 agosto 2001    | Stati Uniti          | Sophomore        |
| 3  | Nena Mbonu        | S     | 16 marzo 2001     | Stati Uniti          | Junior           |
| 4  | Alexa Hendricks   | L     | 9 febbraio 2001   | Stati Uniti          | Junior           |
| 6  | Brooke Smith      | S     | 8 giugno 2001     | Stati Uniti          | Sophomore        |
| 7  | Emily Scott       | C     | 14 dicembre 1999  | Stati Uniti          | Senior           |
| 9  | Claire Chaussee   | S     | 15 maggio 2000    | Stati Uniti          | Senior           |
| 10 | Phekran Kong      | C     | 30 dicembre 2001  | Stati Uniti          | Sophomore        |
| 11 | Anna Stevenson    | C     | 8 luglio 1999     | Stati Uniti          | Graduate student |
| 12 | Victoria Dilfer   | P     | 26 febbraio 1999  | Stati Uniti          | Graduate student |
| 13 | Cara Cresse       | C     | 12 aprile 2003    | Stati Uniti          | Freshman         |
| 14 | Anna DeBeer       | S     | 25 settembre 2001 | Stati Uniti          | Sophomore        |
| 15 | Aiko Jones        | O     | 12 agosto 1999    | Giamaica             | Junior           |
| 16 | Paige Morningstar | P     | 31 marzo 2002     | Stati Uniti          | Freshman         |
| 17 | Mia Stander       | L     | 15 settembre 1999 | Stati Uniti          | Senior           |
| 19 | Elena Scott       | L     | 1º luglio 2003    | Stati Uniti          | Freshman         |
| 20 | Rachael DeMarcus  | P     | 7 marzo 2000      | Stati Uniti          | Senior           |
| 22 | Jamie Vasilou     | P     | 15 agosto 2000    | Stati Uniti          | Senior           |
| 25 | Amaya Tillman     | C     | 14 maggio 2001    | Stati Uniti          | Junior           |

## Mercato
| Acquisti | Acquisti          | Acquisti                  | Acquisti   |
| R.       | Nome              | da                        | Modalità   |
| -------- | ----------------- | ------------------------- | ---------- |
| C        | Cara Cresse       | Blackhawk Christian       | definitivo |
| P        | Paige Morningstar | North Allegheny Senior HS | definitivo |
| L        | Elena Scott       | Mercy Academy             | definitivo |

| Cessioni | Cessioni        | Cessioni | Cessioni |
| R.       | Nome            | a        | Modalità |
| -------- | --------------- | -------- | -------- |
| L        | Alexis Hamilton | -        | ritirata |
| C        | Piper Roe       | -        | ritirata |

## Statistiche

### Statistiche di squadra
| Competizione                              | Punti | In casa | In casa | In casa | In trasferta | In trasferta | In trasferta | Campo neutro | Campo neutro | Campo neutro | Totale | Totale | Totale |
| Competizione                              | Punti | G       | V       | P       | G            | V            | P            | G            | V            | P            | G      | V      | P      |
| ----------------------------------------- | ----- | ------- | ------- | ------- | ------------ | ------------ | ------------ | ------------ | ------------ | ------------ | ------ | ------ | ------ |
| Atlantic Coast Conference NCAA Division I | .970  | 17      | 17      | 0       | 12           | 12           | 0            | 4            | 3            | 1            | 33     | 32     | 1      |
| Totale                                    | .970  | 17      | 17      | 0       | 12           | 12           | 0            | 4            | 3            | 1            | 33     | 32     | 1      |

G = partite giocate; V = partite vinte; P = partite perse

### Statistiche dei giocatori
| Giocatrice   | Atlantic Coast Conference NCAA Division I | Atlantic Coast Conference NCAA Division I | Atlantic Coast Conference NCAA Division I | Atlantic Coast Conference NCAA Division I | Atlantic Coast Conference NCAA Division I | Totale | Totale | Totale | Totale | Totale |
| Giocatrice   | P                                         | PT                                        | AV                                        | MV                                        | BV                                        | P      | PT     | AV     | MV     | BV     |
| ------------ | ----------------------------------------- | ----------------------------------------- | ----------------------------------------- | ----------------------------------------- | ----------------------------------------- | ------ | ------ | ------ | ------ | ------ |
| A. Bartlett  | 33                                        | 22                                        | 0                                         | 0                                         | 22                                        | 33     | 22     | 0      | 0      | 22     |
| C. Chaussee  | 32                                        | 311,5                                     | 292                                       | 13,5                                      | 6                                         | 32     | 311,5  | 292    | 13,5   | 6      |
| A. DeBeer    | 31                                        | 399                                       | 343                                       | 27                                        | 29                                        | 31     | 399    | 343    | 27     | 29     |
| R. DeMarcus  | 11                                        | 0                                         | 0                                         | 0                                         | 0                                         | 11     | 0      | 0      | 0      | 0      |
| V. Dilfer    | 33                                        | 127                                       | 65                                        | 34                                        | 28                                        | 33     | 127    | 65     | 34     | 28     |
| A. Hendricks | 31                                        | 2                                         | 2                                         | 0                                         | 0                                         | 31     | 2      | 2      | 0      | 0      |
| A. Jones     | 33                                        | 354,5                                     | 245                                       | 70,5                                      | 39                                        | 33     | 354,5  | 245    | 70,5   | 39     |
| P. Kong      | -                                         | -                                         | -                                         | -                                         | -                                         | -      | -      | -      | -      | -      |
| N. Mbonu     | 17                                        | 49,5                                      | 44                                        | 9,5                                       | 0                                         | 17     | 49,5   | 44     | 9,5    | 0      |
| C. Rush      | 27                                        | 8                                         | 0                                         | 0                                         | 8                                         | 27     | 8      | 0      | 0      | 8      |
| El. Scott    | 32                                        | 37                                        | 5                                         | 0                                         | 32                                        | 32     | 37     | 5      | 0      | 32     |
| Em. Scott    | 7                                         | 16                                        | 13                                        | 3                                         | 0                                         | 7      | 16     | 13     | 3      | 0      |
| B. Smith     | 9                                         | 11,5                                      | 9                                         | 0,5                                       | 2                                         | 9      | 11,5   | 9      | 0,5    | 2      |
| M. Stander   | 13                                        | 1                                         | 0                                         | 0                                         | 1                                         | 13     | 1      | 0      | 0      | 1      |
| A. Stevenson | 33                                        | 427                                       | 310                                       | 96                                        | 21                                        | 33     | 427    | 310    | 96     | 21     |
| A. Tillman   | 32                                        | 301                                       | 213                                       | 88                                        | 0                                         | 32     | 301    | 213    | 88     | 0      |
| J. Vasilou   | 6                                         | 2                                         | 0                                         | 0                                         | 2                                         | 6      | 2      | 0      | 0      | 2      |

P = presenze; PT = punti totali; AV = attacchi vincenti; MV = muri vincenti; BV = battute vincenti

NB: I muri singoli valgono una unità di punto, mentre i muri doppi e tripli valgono mezza unità di punto; anche i giocatori nel ruolo di libero sono impegnati al servizio